# Цао Хуэй
Цао Хуэй (кит. 曹慧, пиньинь Cáo Huì; род. 7 сентября 1991) — китайская лучница, выступающая в соревнованиях по стрельбе из олимпийского лука. Участница Олимпийских игр.

## Биография
Родилась 7 сентября 1991 года.
В 2014 году на этапе Кубка мира в Медельине женская сборная Китая завоевала серебро, уступив в финале немкам. В личном турнире Цао победила Стефанию Мора из Эквадора, но затем уступила индианке Рине Кумари.
В 2015 году завоевала бронзу в составе женской сборной с Цуй Юаньюань и Ци Юйхун на этапе Кубка мира во Вроцлаве.
21 марта 2016 года стало известно, что Цао Хуэй вошла в состав сборной КНР для участия в Олимпиаде-2016. В Рио-де-Жанейро Цао Хуэй победила азербайджанскую лучницу Ольгу Сенюк в 1/32 финала, россиянку Туяну Дашидоржиеву в 1/16, но в следующем раунде проиграла немке Лизе Унрух, которая в итоге дошла до финала и стала серебряным призёром.
В командных соревнованиях китаянки в составе Цао, Ци Юйхун и У Цзясинь потерпели поражение в первом же матче, уступив итальянкам 3:5.
В 2019 году на чемпионате Азии в Бангкоке китаянка выиграла бронзовую медаль в индивидуальном турнире. Цао проиграла в полуфинале будущей чемпионке и первой сеяной Кан Чхэ Ён, но в матче за бронзовую медаль оказалась сильнее лучницы из Узбекистана Зиёдахон Абдусаттаровой. Также Цао Хуэй завоевала серебро в составе женской команды вместе с Лун Сяоцин и Чжэн Ичай: китаянке в финале уступили сборной Южной Кореи со счётом 0:6.
На Кубке Азии 2019, проходившем на Филиппинах, завоевала серебро, уступив в финале соотечественнице Чжан Синянь со счётом 2:6.